# Росин, Андрей Васильевич
Андрей Васильевич Росин (ноябрь 1873 — ?) —  учитель, украинский эсер, член Всероссийского учредительного собрания.

## Биография
Родился в  селе Жёлтое Верхнеднепровского уезда Екатеринославской губернии. Служил учителем, проживал в селе Куцеволовка Верхнеднепровского уезда.  
В 1917 году состоял в Украинской партии социалистов-революционеров. Был избран председателем уездной земской управы. 
В конце 1917 года был избран во Всероссийское учредительное собрание в Екатеринославском избирательном округе  по списку № 5 (Селянская спилка, Совет крестьянских депутатов, украинские эсеры, украинские социал-демократы). Участвовал в заседании Учредительного собрания 5 января 1918 года.
Дальнейшая судьба и дата смерти неизвестны.

## Семья
- Жена — ?
  - Дети — ?